# Tyrus McGee
Tyrus Bresdon McGee (Stringtown, 14 marzo 1991) è un cestista statunitense.

## Carriera

### College
McGee svolge i primi due anni di università presso il Cowley Community College, poi nel 2011 passa alla Iowa State University dove mostra ottime doti di tiratore dalla distanza, tanto da risultare il miglior tiratore da tre dell'intera NCAA Division I nel 2012-2013 con il suo 46,4% frutto di 96 triple a segno su 207 tentativi. Oltre a ciò, chiude l'ultimo anno accademico con 13,1 punti, 1,8 assist e 1,1 palle rubate in 24 minuti a partita, venendo anche eletto sesto uomo dell'anno della Big 12 Conference.

### 2013-14: Spagna
Inizia la carriera da professionista in Europa nel Club Baloncesto Breogán (seconda serie spagnola), con il quale centra un posto nei play-off promozione per la Liga ACB. Le sue cifre stagionali sono pari a 13,6 punti con il 41,2% da tre, 4,2 rimbalzi, 1 assist e 1,6 palle recuperate, nei 26 match di regular season giocati con 25 minuti di media.

### 2014-15: Germania e Capo d'Orlando
Nel luglio 2014 si accorda con i tedeschi dell'Eisbären Bremerhaven, formazione con cui gioca 22 partite della Basketball-Bundesliga 2014-2015 a 11,8 punti di media in poco meno di 26 minuti. Il 2 marzo 2015 la società comunica la sua sostituzione con il connazionale DeAndre Liggins, motivando la scelta con la volontà di introdurre un giocatore più difensivo ai fini della lotta salvezza. Allo stesso tempo, McGee approda in Italia all'Orlandina Basket, formazione impegnata nella Serie A 2014-2015. Con la compagine siciliana gioca le ultime dieci giornate della stagione regolare (giornate 21-30) ad una media punti di 11,1 a partita.

### 2015-16: Cremona
Il 24 luglio 2015 viene ingaggiato dalla Vanoli Cremona, altra squadra della massima serie italiana. Impiegato esclusivamente come sesto uomo (giocherà in quintetto base soltanto una volta sola durante la stagione regolare), chiude la regular season a 12,9 punti di media. Gioca anche quattro gare di play-off scudetto, uscendo ai quarti contro Venezia (10 punti tondi di media).

### 2016-17: lo scudetto con Venezia
Al termine della stagione, dopo le buone prestazioni nel campionato italiano, diventa un giocatore dalla Reyer Venezia dove rincontra il compagno di Iowa State Melvin Ejim. Per buona parte della regular season McGee viene schierato perlopiù in quintetto base segnando 10,1 punti di media, poi viene impiegato come sesto uomo nei play-off scudetto. In essi mette a referto 8,2 punti di media a partita, con i quali contribuisce alla vittoria dello scudetto dei lagunari.

### 2017-18: Pistoia
Per la stagione 2017-2018 viene ingaggiato da Pistoia, società con cui gioca 25 gare di campionato a 14,1 punti di media con il 39,5% da tre. Proprio con la canotta del club toscano realizza la sua miglior prestazione in Italia, segnando 29 punti il 25 marzo 2018 contro la sua ex squadra Reyer Venezia.

### 2018-19: Turchia e Dinamo Sassari
Comincia la stagione nel campionato turco, nelle file del Afyon Belediye Spor Kulübü. Il 14 gennaio 2019 McGee firma fino al termine della stagione con la Dinamo Sassari allenata da Vincenzo Esposito, già suo allenatore l'anno prima a Pistoia. Giunto in Sardegna per sostituire Scott Bamforth, che qualche giorno prima aveva subito la rottura del legamento crociato anteriore del ginocchio sinistro negli ultimi secondi di gara contro Cantù, McGee debutta in biancoblù il 20 gennaio 2019, realizzando 9 punti nella gara interna contro Reggio Emilia. Qualche settimana più tardi realizza il suo record di punti in maglia Dinamo: 20 contro l'Auxilium Torino. Conclude la stagione regolare con 10,5 punti di media. Nel mentre, con i sardi conquista la FIBA Europe Cup 2018-2019 con 10,4 punti, 3 rimbalzi e 3,1 assist di media.
Qualificatasi per i play-off scudetto, Sassari, a causa di un infortunio, deve rinunciare a McGee per tutta la serie contro Brindisi. Il giocatore torna disponibile in semifinale contro Milano, seppure per pochi minuti d'utilizzo. Realizza la sua miglior prestazione della post season in gara 1 di finale contro Venezia (19 punti). Conclude i play-off con 7,5 punti di media e col 37% al tiro da tre.

### Dal 2019 al 2024
Dopo le cinque parentesi italiane, nell'agosto 2019 McGee sottoscrive un accordo con i francesi del Pau-Lacq-Orthez, di cui è miglior realizzatore stagionale con 13,8 punti di media prima che a marzo il torneo venisse sospeso a causa della pandemia di COVID-19. L'anno seguente milita nell'Hapoel Holon, con cui vince la Balkan International Basketball League 2020-2021 oltre a segnare 18,1 punti di media nel massimo campionato israeliano. Nel 2021-2022 inizia la stagione in Spagna a Burgos con 10,5 punti di media, ma a gennaio torna in Israele all'Hapoel Holon dove, con 14,9 punti in regular season e 20,1 nei play-off, contribuisce a far vincere alla formazione gialloviola il suo secondo titolo nazionale di sempre. Successivamente ha una breve parentesi in Cina ai Fujian Sturgeons, poi a novembre diventa un giocatore del Galatasaray con cui termina la stagione 2022-2023 viaggiando a 11,9 punti nel campionato turco. Nell'agosto 2023 viene annunciato dagli israeliani dell'Hapoel Eilat allenati dall'italiano Massimiliano Menetti, ma, vista la situazione geopolitica nel paese mediorientale che costringeva il club ad allenarsi a Belgrado, a dicembre si trasferisce nel massimo campionato francese allo Strasburgo, andando poi a terminare la stagione da miglior marcatore di squadra con 14,4 punti a gara.

### 2024-25: Cantù
Il 17 luglio 2024 inizia ufficialmente la sua sesta parentesi italiana accettando l'offerta della Pallacanestro Cantù nonostante la squadra brianzola fosse impegnata in Serie A2, il secondo livello del campionato italiano. Con una media di 15,2 punti in 27 gare di regular season e 13,9 in 11 gare di play-off, contribuisce alla promozione che riporta i biancazzurri nella massima serie.

## Statistiche

### Presenze e punti nei club
Dati aggiornati al 30 giugno 2015
| Stagione        | Squadra                    | Competizione | Partite | Partite | Partite | Statistiche tiro | Statistiche tiro | Statistiche tiro | Altre statistiche | Altre statistiche | Altre statistiche | Altre statistiche | Altre statistiche |
| Stagione        | Squadra                    | Competizione | Pres.   | Titol.  | Minuti  | Tiri da 2        | Tiri da 3        | Liberi           | Rimb.             | Assist            | Rubate            | Stopp.            | Punti             |
| --------------- | -------------------------- | ------------ | ------- | ------- | ------- | ---------------- | ---------------- | ---------------- | ----------------- | ----------------- | ----------------- | ----------------- | ----------------- |
| 2011-2012       | Iowa State Cyclones        | NCAA-I       | 34      |         | 675     | 30/61            | 50/127           | 52/62            | 112               | 22                | 16                | 8                 | 262               |
| 2012-2013       | Iowa State Cyclones        | NCAA-I       | 35      |         | 841     | 61/115           | 96/207           | 50/61            | 123               | 46                | 40                | 11                | 460               |
| 2013-2014       | Ribeira Sacra Breogán Lugo | LEB Oro      | 26      |         | 675     | 72/140           | 54/131           | 48/54            | 110               | 27                | 42                | 6                 | 354               |
| '14-mar. '15    | Eisbären Bremerhaven       | BBL          | 22      |         | 568     | 52/109           | 35/93            | 50/60            | 82                | 67                | 18                | 2                 | 259               |
| mar. '15-'15    | Upea Capo d'Orlando        | Serie A      | 10      | 0       | 111     | 22/38            | 20/53            | 7/9              | 35                | 7                 | 2                 | 3                 | 111               |
| Totale carriera |                            |              |         |         |         |                  |                  |                  |                   |                   |                   |                   |                   |

## Palmarès

### Club
- Campionato italiano: 1

Reyer Venezia: 2016-17
- Campionato israeliano: 1

Hapoel Holon: 2021-22
- FIBA Europe Cup: 1

Dinamo Sassari: 2018-19
- Lega Balcanica: 1

Hapoel Holon: 2020-21
- Coppa Italia LNP: 1

Pallacanestro Cantù: 2025

### Individuale
- MVP Coppa Italia di Serie A2: 1

2025